# Collana (gemeente)
Collana is een gemeente (municipio) in de Boliviaanse provincie Aroma in het departement La Paz. De gemeente telt naar schatting 4.852 inwoners (2018). De hoofdplaats is Collana (stad).